# Bulla

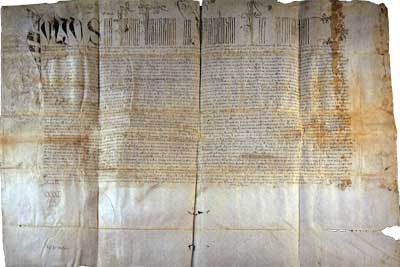
Bulla papieża Juliusza II z 1505 roku

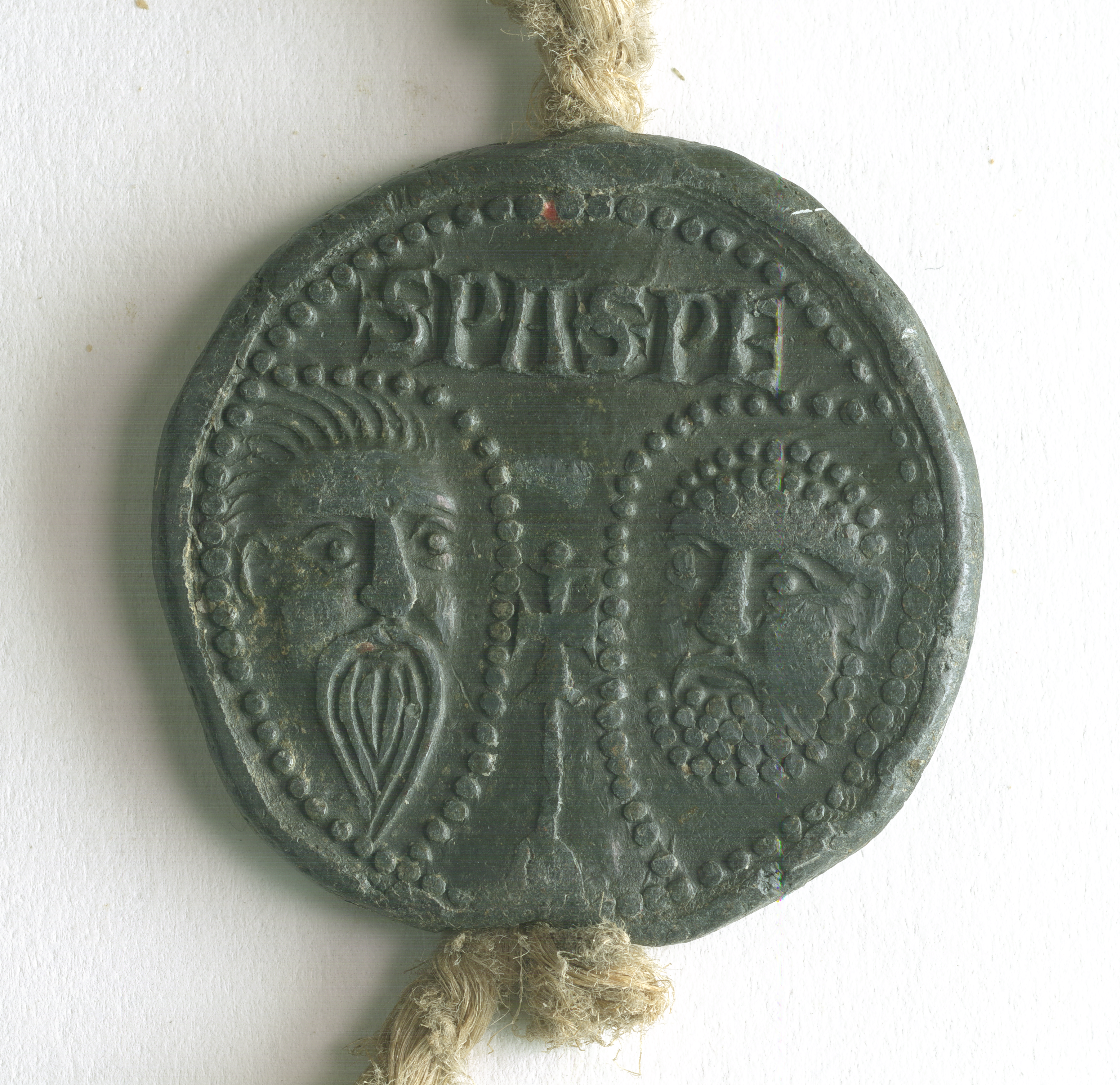
Bulla ołowiana papieża Klemensa VI z 1342 roku (ze zbiorów AGAD).

Bulla – list lub dokument papieski. 
Od XV wieku mianem tym określano ważniejsze dokumenty papieskie, a więc np. decyzje kanonizacyjne i dyspensy. Decyzje o mniejszej wadze zamieszczano w tak zwanym papieskim brewe. Postać bulli przybierają na ogół konstytucje apostolskie.

## Nazwa
Wyraz „bulla” pochodzi z łaciny, w której oznacza niewielkie rzeczy okrągłe: bańkę powietrza na wodzie, klamkę drzwi, guzik do zapinania pasa, medalion z amuletem. Stąd bullą nazwano okrągłą złotą lub ołowianą pieczęć urzędu papieskiego z podobiznami świętych Piotra i Pawła z jednej strony i imieniem papieża na odwrocie, zawieszaną na sznurkach jedwabnych. Z czasem zaczęto tak nazywać każdy dokument papieski opatrzony tą pieczęcią.

## Forma
Bulle pisane były ozdobną łaciną na grubym pergaminie. 
Bulla zaczyna się od uroczystego tytułu, który w pierwszej kolejności zawiera imię papieża bez liczby porządkowej. Po imieniu następuje zwrot servus servorum Dei (łac. „sługa sług Bożych”). Zwrot ów zapoczątkował papież Grzegorz I Wielki. Kolejnym elementem tytułu bulli jest zwrot ad perpetuam rei memoriam (łac. „na wieczną rzeczy pamiątkę”). Po tym zwrocie następuje już właściwy tekst. Nazwę szczegółową bulli tworzy się z pierwszych dwóch, trzech słów tekstu. Datowanie jest słownie. 
Zwykłej bulli papież nie podpisuje. Podpis znajduje się jedynie na tych bullach, które zostały wydane na konsystorzu papieskim w uroczystej formie. Pod tekstem znajduje się ołowiana pieczęć.